# Hayoceros
L'aiocero (genere Hayoceros) è un genere di antilocapra estinta, fossile del Pliocene nordamericano.
Lungo circa 1,80 metri, questo erbivoro pascolava nelle pianure sterminate del Nebraska circa 3 milioni di anni fa. La caratteristica principale di questo animale era costituita dalle corna, in numero di quattro e arrangiate in maniera bizzarra. Il primo paio era disposto sopra gli occhi, diretto in avanti, ed era biforcuto. Il secondo, invece, era più lungo, proiettato all'indietro e non biforcuto. Molto probabilmente, come le moderne antilocapre, questi animali usavano queste complicate appendici per combattere contro i rivali, incastrando le corna tra di loro e poi spingendo fino alla resa di uno dei due contendenti. Di questo genere di antilocapre si conoscono due specie, H. falkenbachi e H. barbouri, molto simili tra loro.